# Lisa Hirner
Lisa Marie Hirner (Leoben, 3 ottobre 2003) è una combinatista nordica ed ex saltatrice con gli sci austriaca.

## Biografia
Originaria di Eisenerz e attiva in gare FIS dal gennaio del 2017, la Hirner gareggia principalmente nella combinata nordica: ha esordito in Coppa Continentale il 6 gennaio 2019 a Otepää (2ª) e in Coppa del Mondo nella gara inaugurale del circuito femminile, disputata il 18 dicembre 2020 a Ramsau am Dachstein (6ª); ai successivi Mondiali di Oberstdorf 2021, sua prima presenza iridata, si è classificata 8ª nel trampolino normale e il 4 dicembre dello stesso anno ha conquistato a Lillehammer il primo podio in Coppa del Mondo (3ª). Ai Mondiali di Planica 2023 ha vinto la medaglia di bronzo nella gara a squadre mista e si è piazzata 10ª nel trampolino normale e a quelli di Trondheim 2025 ha vinto la medaglia di bronzo nella gara individuale e nella gara a squadre mista ed è stata 7ª nella partenza in linea.
A inizio carriera ha preso parte anche a gare di salto con gli sci, vincendo anche una medaglia ai Mondiali juniores.

## Palmarès

### Mondiali
- 3 medaglie:
  - 3 bronzi (gara a squadre mista a Planica 2023; trampolino normale, gara a squadre mista a Trondheim 2025)

#### Mondiali juniores
- 6 medaglie:
  - 1 oro (gara a squadre mista a Whistler 2023)
  - 1 argento (gara a squadre mista a Lahti/Vuokatti 2021)
  - 4 bronzi (trampolino normale a Oberwiesenthal 2020; trampolino normale a Lahti/Vuokatti 2021; gara a squadre mista a Zakopane/Lygnasæter 2022; trampolino normale a Whistler 2023)

#### Festival olimpico della gioventù europea
- 1 medaglia:
  - 1 argento (trampolino normale a Vuokatti 2022)

#### Coppa del Mondo
- Miglior piazzamento in classifica generale: 5º nel 2023
- 12 podi (9 individuali, 3 a squadre)
  - 4 secondi posti (3 individuali, 2 a squadre)
  - 7 terzi posti (6 individuali, 1 a squadre)

### Salto con gli sci

#### Mondiali juniores
- 1 medaglia:
  - 1 bronzo (gara a squadre a Lahti 2019)